# عبد الرسول الإحقاقي
عبد الرسول الحائري الإحقاقي (1928 - 2003) أحد رجال الدين الشيعة ويلقب عند جماعته بلقب «آية الله المعظم» ميرزا عبد الرسول بن ميرزا حسن بن ميرزا موسى بن ميرزا محمد باقر بن الأخوند محمد سليم الحائري الإحقاقي الإسكوئي.

## ولادته
ولد ميرزا عبد الرسول الإحقاقي في اليوم الثامن والعشرين من شهر ربيع ثاني لسنة 1348 هجري قمري الموافق اليوم الثاني عشر من شهر تشرين الأول لعام 1928 ميلاية في دولة الكويت وفي وسط أسرة اشتهرت بالعناية بالعلوم الدينية.

## نبذة عن حياته
عند بلوغه سن السادسة من عمره تعلم القرآن وتعرف على جوانب من أصول الدين والواجبات والمنهيات والضرورات من الشرع في أقل من سنة لدى السيد أحمد مدرسي فسقنديسي. بدأ دراسته الابتدائية في مدينة أسكو واجتاز الصفوف الثلاثة الابتدائية في مدرسة شابور. سافر بعدها مع والده ميرزا حسن الإحقاقي إلى كربلاء حيث أنهى هناك الصف الرابع الابتدائي في مدرسة حسيني إيراني. أكمل الصف الخامس والسادس الابتدائي في مدرسة ابن يمين في مدينة مشهد بمحافظة خراسان. في سنة 1322 هجري قمري سافر مع والده ميرزا حسن الإحقاقي إلى مدينة الأحساء وانشغل هناك بتحصيل العلوم الدينية والمعارف الإسلامية تحت إشراف الشيخ أحمد أبوعلي الأحسائي حتى أقترح هذا على ميرزا حسن الإحقاقي أن يشرف ميرزا عبد الرسول الإحقاقي بزي علماء الدين.
في عام 1363 هجري قمري وبالتحديد في ليلة ميلاد الإمام الحسين بن علي بن أبي طالب—وفي مدينة الأحساء وبعد احتفالات الناس وبهجتهم بذكرى ميلاد الإمام الحسين—ووسط جموع غفيرة من العلماء والخطباء ألبس ميرزا حسن الإحقاقي ابنه ميرزا عبد الرسول الإحقاقي زي علماء الدين قائلاً له (من جد وجد). بدأ ميرزا عبد الرسول الإحقاقي درساته للمرحلة المتوسطة في مدينة تبريز. بدأ ميرزا عبد الرسول الإحقاقي دراسته الثانوية في مركز آذار الثقافي وهو مؤسسة علمية متخصصه وأكمل دراسته الثانوية في ثانوية لقمان في مدينة تبريز وقد أنهى دراسته المتوسطة والثانوية خلال عامين وخمسة وأربعين يوماً فقط. سافر ميرزا عبد الرسول الإحقاقي إلى مدينة مشهد فدرس علم النحو والمعاني والبيان والبديع عند العلامة أديب النيشابوري وأيضاً درس شرح المنظومة عند العلامة آية الله زين الدين ميرزا جعفر الزاهدي.
درس ميرزا عبد الرسول الإحقاقي تفسير القرآن عند المفسر محي الدين مهدي إلهي قمشه إي. درس ميرزا عبد الرسول الإحقاقي علم العرفان عند الخطيب كمالي سبزواري. درس ميرزا عبد الرسول الإحقاقي الأصول والفقه وحكمة أهل البيت عند والده ميرزا حسن الإحقاقي وكذلك عند ميرزا عبد الله مجتهدي السرابي. انتقل ميرزا عبد الرسول الإحقاقي مع والده ميرزا حسن الإحقاقي إلى مدينة تبريز وأكمل دراسته العلمية لدى الأديب الشيخ علي أكبر النحوي التبريزي. درس ميرزا عبد الرسول الإحقاقي مجموعة من الكتب لدى مجموعة من العلماء ومن هذه الكتب:(المكاسب - كفاية الأصول - الرسائل - شرح المنظومة - العروة الوثقى - الأسفار) وكذلك حضر البحث الخارج في الفقه والأصول على يد والده ميرزا حسن الإحقاقي، وآية الله العلوي الخوئي، وآية الله الزنوزي، وآية الله ثقة الإسلام وغيرهم الكثير.

## حصولة على أول إجازة اجتهاد
في عام 1331 هجري شمسي الموافق لسنة 1952 ميلاية حصل ميرزا عبد الرسول الإحقاقي على أول إجازة اجتهاد من عمه ميرزا علي الإحقاقي وبذلك دخل في سلسلة رواة أحاديث أهل البيت.

## إجازاته
إن أساتذة ميرزا عبد الرسول الإحقاقي الذين نال شرف اللتلمذ على يديهم أثناء سنوات دراسته كانوا من العلماء والمجتهدين العظام في مدينة مشهد وتبريز وفي عالم التشيع وقد حصل من بعض هؤلاء على إجازات في الرواية والاجتهاد ومنهم:-
- عمه آية الله ميرزا علي الإحقاقي.
- والده آية الله ميرزا حسن الإحقاقي.
- آية الله ميرزا فتح الله ثقة الإسلام.
- آية الله ميرزا عبد الله ثقة الإسلام.
- آية الله سيد إبراهيم العلوي الخوئي.
- آية الله زين الدين جعفر الزاهدي.
- آية الله سيد كاظم المرعشي.
- آية الله ميرزا خليل الكمره إي.
- آية الله حسين علي الراشد.

وغيرهم الكثير كما أن ميرزا عبد الرسول الإحقاقي درس في كلية الإلهيات بجامعة طهران ونال شهادة البكالوريوس منها.

## بعض مؤلفاته وإنجازاته
1- كتاب الولاية.
2- تفسير الثقلين.
3- قرنان من الاجتهاد والمرجعية.
4- أحكام الشريعة.
5- توضيح الواضحات
كما اقترح اقتراحات عظيمة علمية دينية في دولة الكويت وأدخل الروح في أبدان الشباب رجالاً ونساءً.
ومن تلك المشاريع تأسيس حوزة النورين النيرين أمير المؤمنين وفاطمة الزهراء عليهما الصلاة والسلام وأيضاً أسس ونشر مجلة الفجر الصادق ومجلة الزهراء ومن المشاريع التي أنشأها ميرزا عبد الرسول الإحقاقي في دولة الكويت:-
- مركز الإحقاقي الصحي.في منطقة الدعيه
- مركز الإحقاقي الثقافي في منطقة بنيد القار.
- لجنة السيد الأمجد كاظم الرشتي لطباعة تراث الشيخ الأوحد أحمد بن زين الدين الأحسائي.
- حسينية الشيخ الأوحد أحمد بن زين الدين الأحسائي في منطقة المنصورية.
- حسينية مسلم بن عقيل في منطقة سلوى.
- حسينية الإمام علي الرضا في منطقة الجابرية.
- حسينية أبي الفضل العباس في منطقة القصور.

وله الكثير الكثير من المشاريع أيضاً في الأحساء وإيران ومختلف بقاع العالم ولهذا لقب بخادم الشريعة.

## وفاته
توفي ميرزا عبد الرسول الحائري الإحقاقي في اليوم الثاني من شهر شوال لعام 1424 من الهجرة النبوية الموافق 26 نوفمبر 2003 ميلادية عن عمر يناهز 75 سنة في مستشفى كرومويل بلندن في المملكة المتحدة على إثر إصابته بضيق في التنفس، ودفن في مدينة كربلاء.

## أمناء وقفه
الحاج عباس عيسى عبدالعزيز القطان - الحاج إبراهيم الشيخ - الحاج الدكتور صالح الصفار